# Aderus brevehumeralis
Aderus brevehumeralis es una especie de coleóptero de la familia Aderidae. Fue descrita científicamente por Maurice Pic en 1933.